# 仵龙堂乡
仵龙堂乡，是中华人民共和国河北省沧州市沧县下辖的一个乡镇级行政单位。

## 行政区划
仵龙堂乡下辖以下地区：
后仵龙堂村、前仵龙堂村、东官庄村、西官庄村、李家铺村、西卷子村、中卷子村、东卷子村、前垛庄村、后垛庄村、东蔡庄子村、王官屯村、土塔村、何官屯村、小高庄村、前唐庄村、后唐庄村、东后屯村和西后屯村。